# Shahrestān di Jam
Lo shahrestān di Jam (farsi شهرستان جم) è uno dei 10 shahrestān della provincia di Bushehr, in Iran. Il capoluogo è Jam. Lo shahrestān è suddiviso in 2 circoscrizioni (bakhsh): 
- Centrale (بخش مرکزی)
- Riz (بخش ريز)